# Cabrières, Gard
Cabrières är en kommun i departementet Gard i regionen Occitanien i södra Frankrike. Kommunen ligger i kantonen Marguerittes som tillhör arrondissementet Nîmes. År 2022 hade Cabrières 1 781 invånare.

## Befolkningsutveckling
Antalet invånare i kommunen Cabrières
Referens:INSEE